# Apsilochorema clavator
Apsilochorema clavator är en nattsländeart som beskrevs av Schmid 1989. Apsilochorema clavator ingår i släktet Apsilochorema och familjen Hydrobiosidae. Inga underarter finns listade i Catalogue of Life.